# بطولة كرة القدم الألمانية 1938
بطولة كرة القدم الألمانية 1938 (بالألمانية: Deutsche Fußballmeisterschaft 1937/38)‏ هو الموسم 31 من بطولة كرة القدم الألمانية ‏. أقيم خلال الفترة 27 مارس 1938 وحتى 3 يوليو 1938، وأشرف على تنظيمه اتحاد ألمانيا لكرة القدم، وكان عدد الأندية المشاركة فيه 16، وفاز فيه هانوفر 96.